# طرونس أكسيون دالجيري (جريدة جزائرية)
طرونس أكسيون دالجيري (بالفرنسية: Transaction D'Algérie)‏ وتعني صفقة الجزائر هي يومية جزائرية تصدر باللغة الفرنسية. تعني بالاقتصاد والمالية.

## وصلات خارجية
- الموقع الرسمي لجريدة طرونس أكسيون دالجيري